# Nós (álbum)
Nós é o primeiro álbum ao vivo do cantor e compositor brasileiro Estêvão Queiroga, lançado em fevereiro de 2019 pelo selo LG7, com distribuição da Sony Music Brasil.
O álbum é baseado no projeto de estreia do cantor Diálogo Número Um, lançado em 2016. Todas as canções do trabalho original foram inclusas em versões acústicas, além do cover "Caçador de Mim", de Milton Nascimento. A obra contém as participações de Inovasamba, Mauro Henrique e Henrique Torres.
| Críticas profissionais | Críticas profissionais |
| Avaliações da crítica  | Avaliações da crítica  |
| Fonte                  | Avaliação              |
| ---------------------- | ---------------------- |
| Super Gospel           | [ 4 ]                  |

## Faixas
1. "Nós (Intro)"
2. "Nós"
3. "Mais Uma Porta"
4. "O Preço do Amor"
5. "Se For com Você"
6. "O Sol e Eu"
7. "Bom e Mau"
8. "Quem Sou Eu?"
9. "Caçador de Mim"
10. "Corre Atrás do Vento (Intro: Toada de Dedé)"
11. "O Que Será?"
12. "É Isso"
13. "A Partida e o Norte"